# Natalia Alekséievna de Rusia
Natalia Alekséievna de Rusia (22 de agosto de 1673 - 18 de junio de 1716) fue una dramaturga rusa. Fue la segunda hija del zar Alejo I de Rusia y de su segunda esposa, Natalia Naryshkina, y hermana de Pedro el Grande.

## Biografía
Natalia padeció junto a su madre y hermano las dificultades durante la regencia de su media-hermana, la zarevna Sofía. Estaba muy unida a su hermano mayor, Pedro. Ella compartía el deseo de Pedro de reformar  Rusia y convertirlo en un país occidental. Se dice que Natalia ”amaba todo lo que a su hermano le gustaba” y apoyó las ideas de este desde la infancia. Durante su reinado, Pedro siempre informaba a Natalia sobre sus logros y los asuntos de estado, y cada vez que obtenía una victoria, le informaba personalmente o enviaba a Fiódor Golovín y Aleksandr Menshikov para hacerlo.
Natalia era joven cuando el zar introdujo sus reformas occidentales en el imperio, y en contraste con sus medias-hermanas, no fue difícil para ella ajustarse a los nuevos ideales. Ascendió de puesto después de la separación de su hermano de su primera esposa, Eudoxia Lopujiná, en 1698 y así se convirtió en la anfitriona de la corte del zar. Fue en la corte de Natalia que Pedro conoció a sus amantes, Anisya Kirillovna y Varvara Michajlovna Arseneva. Natalia nunca se casó, y no existen pruebas que indiquen que Pedro haya contemplado arreglar un matrimonio para su hermana – él prefería tenerla a su lado.
En 1708, Natalia se mudó a San Petersburgo, pero residía en Moscú ya que su palacio no estaba terminado (fue construido en 1713). Pedro le concedió una propiedad en Gátchina y construyó el primer palacio allí para ella. Natalia fundó el primer hospital de San Petersburgo en su casa. En 1706-07, fundó el primer teatro ruso en Moscú en su casa, con los actores tomados del personal de su propia corte y de la corte de Praskovia Saltykova: el primer teatro público ruso fue fundado en 1709, siguiendo su ejemplo. En San Petersburgo, Natalia arregló obras de teatro para la corte y la nobleza desde 1710.
Natalia también escribía obras de teatro. Entre aquellas obras confirmadas que fueron escritas por ella están:
- «Комедия о святой Екатерине» (La comedia de Santa Catalina)
- «Хрисанф и Дария» (Crisanto y Daría)
- «Цезарь Оттон» (César Otón)
- «Святая Евдокия» (Santa Eudoxia)

En sus obras como dramaturga, hacía referencia a las reformas de su hermano: sus obras compararon las antiguas tradiciones negativamente a las reformas.
Natalia estuvo presente en la conversión de su segunda cuñada, Catalina, a la fe ortodoxa rusa. En 1715, había señales de que la relación entre Natalia y Pedro había empeorado, y ella visitó a su antigua cuñada, Eudoxia, en su exilio. Natalia falleció el 18 de junio de 1716, a causa de una enfermedad estomacal. Fue enterrada inicialmente en el cementerio Lazarevskoye cerca al Monasterio de Alejandro Nevski, exigiendose una capilla sobre su tumba. En 1723, su cuerpo fue trasladado a la iglesia de la Anunciación en los terrenos del monasterio, siendo enterrada en el altar.
Natalia aparece en la novela Pedro I (1945) de Alekséi Tolstói.